# 散布區
散布區這個名詞是指單一隕石墜落在地面上所分散的區域，它也經常用於似曜石這種大型的隕石撞擊。

## 形成
散布區的形成有兩種機制：
1. 在空中的碎片：當一顆大的流星體進入大氣層後，經常會因為熱力激振波而碎裂，在落地前產生許多的碎片。這種在空中的爆炸導致隕石墜落在一個巨大的橢圓型區域內，而這個橢圓的方向就取決與該隕石體飛行的方向。如果發生多次的爆炸，隕石將會在幾個重疊的橢圓型區域中被發現。.
2. 撞擊的碎片：當隕石體幾乎沒有在空中產生碎片時，將會對地面造成撞擊。在這種情況下的散布區會又不同的形狀，通常是圓形（例如在代亞布羅的隕石坑）。

## 碎片分布
在空中產生碎片的情況下，角小的碎片墜落路徑會較短，而這也是最大的碎片通常在橢圓的盡頭被發現的原因。為了瞭解隕石體原始的飛行方向，就必須分析不同大小的隕石碎片在散布區內分佈的狀態。